# هوندا اودیسه
هوندا اودیسه (به انگلیسی: Honda Odyssey) خودرویی است که از سال ۱۹۹۵ تاکنون توسط شرکت خودروسازی ژاپنی هوندا تولید شده‌است.
این خودرو در کلاس مینی‌ون قرار گرفته است.